# 向山 (上尾市)
向山（むこうやま）は、埼玉県上尾市の町名および大字。現行行政地名は向山一丁目〜五丁目、および大字向山。住居表示未実施地区。郵便番号は362-0045。
市の統計などでは大谷地区で分類されている。

## 地理
埼玉県の中央地域（県央地域）で、上尾市南部の大宮台地上に位置する。地区の東端を鴨川が流れ、鴨川沿いの低地と台地との境界は傾斜が緩やかで、その境界は不明瞭である。また、北から館橋や 揺木橋が架かる。東側を富士見や西宮下、南側は大谷本郷、西側は壱丁目東、北側は今泉や川と隣接する。また西側は壱丁目北とも僅かに隣接する。大字向山はUDトラックス周辺で纏まっており、その境界は複雑に錯綜し、川越上尾線沿いには現在でも大小の飛地がある。
地区内は大字も含め全域が市街化区域で、主に第一種低層住居専用地域（主要な通り沿いは第一種中高層住居専用地域や第二種住居地域）に指定され、区画整理されている。全体的に住宅地が広がっているが、一部農地も残る。かつては大半が耕作地であった。南東部の旧県道沿いに小規模な街村集落がみられる。大谷北部第四土地区画整理事業が実施され、換地処分翌日の2020年（令和2年）11月21日に町名地番変更が実施されて向山五丁目が成立した。
神明神社付近には縄文時代後期の縄文遺跡である向山遺跡（県遺跡番号：14-096）や本山遺跡（県遺跡番号：14-195）があり、住居跡の遺構や土器片の遺物が発掘されている。また、三丁目には市登録有形民俗文化財の「向山の宝暦三年銘庚申塔」が建立されている

### 地価
住宅地の地価は、2018年（平成30年）の公示地価によれば、向山二丁目20-11の地点で11万7000円/m2となっている。

## 歴史
もとは江戸期より存在した武蔵国足立郡大谷領に属する向山村であった。大谷別所村に飛地があった。村高は正保年間の『武蔵田園簿』では123石（田39石余、畑80石余、山高3石余）、『元禄郷帳』によると156石余、『天保郷帳』によると157石余であった。化政期の戸数は30軒余で、村の規模は東西13町、南北8町余であった。地名は台地に由来するものと云われている。大谷領の領主である柴田七九郎氏の陣屋が村内に存在していた。
1875年（明治8年）の農業産物高は武蔵国郡村誌によると米23.5石、大麦90石、小麦20石、大豆24石、小豆10石、栗16石、蕎麦3石、甘藷1260貫、製茶312斤であった。
- はじめは幕府領、1624年（寛永元年）より知行は旗本柴田氏となるが、1705年（宝永2年）より上知され再び幕府領となる[8]。なお検地は寛文元年に実施[14]。
- 幕末の時点では足立郡向山村であった。明治初年の『旧高旧領取調帳』の記載によると、代官大竹左馬太郎支配所が管轄する幕府領であった[注釈 2]。[17]。
- 1868年（慶応4年）6月19日 - 旧幕府領が武蔵知県事・山田政則（忍藩士）の管轄となる。
- 1869年（明治2年）
  - 1月13日 - 武蔵知県事・宮原忠英の管轄区域に大宮県を設置、同県の管轄となる。県庁は東京府馬喰町に置かれる。
  - 9月29日 - 県庁が浦和に置かれ浦和県に改称。
- 1871年（明治4年）
  - 11月13日 - 第1次府県統合により埼玉県の管轄となる。
  - 月日不明 - 地内の金蔵院（新義真言宗、日乗院末）が廃寺となる[18]。不動堂のみ現存する。
- 1872年（明治5年）3月 - 大区小区制施行により第19区に属す[19][20]。
- 1879年（明治12年）3月17日 - 郡区町村編制法により成立した北足立郡に属す。郡役所は浦和宿に設置。
- 1884年（明治17年）7月14日 - 連合戸長役場制により成立した平方村連合に属す。連合戸長役場は平方村に設置[21]。
- 1889年（明治22年）4月1日 - 町村制施行に伴い、向山村を含む区域をもって大谷村が成立。向山村は大谷村の大字向山となる[8]。
- 1955年（昭和30年）11月1日 - 町村合併促進法の施行に伴い、大谷村が上尾町・平方町・原市町・大石村・上平村と合併によって新たな上尾町となったことに伴い[22]、上尾町の大字となる。
- 1958年（昭和33年）7月15日 - 上尾町が市制施行され[22]、上尾市の大字となる。
- 1967年（昭和42年）4月 - 川越上尾線（川越街道）の国道17号大宮バイパスの愛宕交差点から大谷本郷さいたま線分岐点の大谷本郷交差点までの線形の改良（直線化）および拡幅が行なわれた[23]。なお、旧道は撤去された旧揺木橋を除き残されている。
- 1969年（昭和44年）4月22日 - 向山不動堂彫刻が市の有形文化財（彫刻）に指定される[24]。
- 1975年（昭和50年）10月 - 地内に都市計画道路「上尾平方線」が開通する[25]。
- 1980年（昭和55年）5月 - 地内に「上尾市民体育館」が開館する[26]。
- 1982年（昭和57年）1月22日 - 大谷北部第三特定土地区画整理事業の都市計画決定[27]。
- 1990年（平成2年）3月 - 地内に「ならのき公園」が開設される[26]。
- 2005年（平成17年）9月17日 - 大谷北部第三特定土地区画整理事業の完成により地番変更を実施、大字向山、壱丁目、川、大谷本郷の各一部より向山一〜四丁目が成立[27][15]。残部の大字向山は存続。
- 2007年（平成19年）
  - 1月23日 - 大谷北部第四地区土地区画整理事業の都市計画決定[27]。
  - 3月1日 -「向山の宝暦三年銘庚申塔」が市の有形民俗文化財に指定される[11]。
- 2008年（平成20年）11月5日 - 「向山の祭りばやし」が市の無形民俗文化財に指定される[28]。
- 2009年（平成21年）12月16日 - 「向山本村の大山灯籠行事」および「向山新田の大山灯籠行事」が市の無形民俗文化財に指定される[29][30]。
- 2020年（令和2年）11月21日 - 大谷北部第四土地区画整理事業の換地処分が前日に行われたことに伴い、町名地番変更が行われ、大字向山・大字川・大字今泉の各一部から向山五丁目が成立[10]。

### 存在していた小字
- 本山[15][31][注釈 3]
- 台下
- 中道
- 新田
- 鳥久保

※ 登記簿上は今もなお存在する小字を含む。『新編武蔵風土記稿』には「ヤハタ」・「本郷間」・「ウチカヘト」・「サイカチナミ」・「橋」の記載があるが、現在の場所を特定できない。

## 世帯数と人口
2021年（令和3年）1月1日現在（上尾市発表）の世帯数と人口は以下の通りである。
| 町丁・大字 | 世帯数    | 人口    |
| ---------- | --------- | ------- |
| 向山一丁目 | 753世帯   | 1,749人 |
| 向山二丁目 | 786世帯   | 1,901人 |
| 向山三丁目 | 872世帯   | 2,050人 |
| 向山四丁目 | 339世帯   | 711人   |
| 向山五丁目 | 316世帯   | 765人   |
| 大字向山   | 142世帯   | 329人   |
| 計         | 3,208世帯 | 7,505人 |

## 小・中学校の学区
市立小・中学校に通う場合、学区（校区）は以下の通りとなる。
| 町丁・大字 | 番地 | 小学校             | 中学校             | 備考                                    |
| ---------- | --- | ------------------ | ------------------ | --------------------------------------- |
| 向山一丁目 | 1〜40 | 上尾市立大谷小学校 | 上尾市立南中学校   | 鴨川小・大谷中も可（要 通学希望届提出） |
| 向山一丁目 | 41以降 | 上尾市立大谷小学校 | 上尾市立大谷中学校 | 今泉小も可（要 通学希望届提出）         |
| 向山二丁目 | 全域 | 上尾市立大谷小学校 | 上尾市立大谷中学校 | 今泉小も可（要 通学希望届提出）         |
| 向山三丁目 | 1〜38 | 上尾市立大谷小学校 | 上尾市立南中学校   | 鴨川小・大谷中も可（要 通学希望届提出） |
| 向山三丁目 | 39以降 | 上尾市立大谷小学校 | 上尾市立大谷中学校 | 今泉小も可（要 通学希望届提出）         |
| 向山四丁目 | 全域 | 上尾市立大谷小学校 | 上尾市立大谷中学校 | 今泉小も可（要 通学希望届提出）         |
| 向山五丁目 | 全域 | 上尾市立今泉小学校 | 上尾市立大谷中学校 |                                         |
| 大字向山   | 5〜35、39〜99、113、115〜182、195〜213、219〜314、351〜352、398、401、422、424、430、444、447、476、564、567〜581、601以降                                             | 上尾市立大谷小学校 | 上尾市立南中学校   |                                         |
| 大字向山   | 36〜38、100〜112、114、183〜194、214〜218、315〜350、353〜397、399〜400、402〜421、423、425〜429、431〜443、445〜446、448〜475、477〜525、562〜563、565〜566、582〜600 | 上尾市立大谷小学校 | 上尾市立大谷中学校 |                                         |

## 事業所
2021年（令和3年）現在の経済センサス調査による事業所数と従業員数は以下の通りである。
| 大字・丁目 | 事業所数  | 従業員数 |
| ---------- | --------- | -------- |
| 向山一丁目 | 40事業所  | 334人    |
| 向山二丁目 | 32事業所  | 272人    |
| 向山三丁目 | 21事業所  | 71人     |
| 向山四丁目 | 15事業所  | 134人    |
| 向山五丁目 | 4事業所   | 7人      |
| 大字向山   | 13事業所  | 123人    |
| 計         | 125事業所 | 941人    |

## 交通
地区内に鉄道は敷設されていない。最寄り駅はJR東日本高崎線上尾駅であるが、向山二丁目20-11の地点よりおよそ2.5 km離れている。

### 道路
- 埼玉県道51号川越上尾線（川越街道）
- 上尾平方線[34]（市民体育館通り）
- 鴨川側道線[9] - 鴨川右岸沿いの通り
- 本山台辻線 - さくら公園南側の通り
- 新田本山線 - 町域東端の鴨川で館橋が架かる
- 中新井小泉線 - 市民体育館東側の通り。
- 向山今泉線 - 大谷中学校西側の通り
- 小敷谷向山線 - 上尾道路を横断する壱丁目地下道に至る通り

### バス
上尾駅西口駅前より西上尾第一・第二団地方面や川越駅方面への路線バスが多数運行されている。
東武バスウエスト上尾営業所
地区内は「市民体育館前」、「市民体育館入口」、「向山」、「大谷小学校」、「UDトラックス前」停留所が設置されている。
上尾市コミュニティバス「ぐるっとくん」
- 平方小敷谷循環
- 大谷循環

地区内は「鴨川橋南」、「館橋」、「向山」、「向山自治センター入口」「市民体育館南」「大谷中学校前」「大谷中学校南」「ゆりが丘公園西」、「南中学校入口（大谷循環）」「UDトラックス本社前（大谷循環）」停留所が設置されている。

## 地域

### 町内会
- 向山町内会[37]

### 祭事
- 向山の祭りばやし[28] - 市登録無形民俗文化財
- 向山本村の大山灯籠行事[29]
- 向山新田の大山灯籠行事[30]

### 寺社・史跡
- 神明神社 - 平方八枝神社の兼務社[38]
- 稲荷神社
- 向山地蔵堂 - 1丁目24番地に所在する。
- 向山不動堂 - 市指定有形文化財の「向山不動堂彫刻」がある[24]。

### 公園・緑地
- ゆりが丘公園（近隣公園[39]） - 指定緊急避難場所（地震・洪水）に指定[40]。
- みずき公園 - 指定緊急避難場所（地震・洪水）に指定。
- さくら公園 - 指定緊急避難場所（地震・洪水）に指定。
- もみじ公園 - 指定緊急避難場所（地震・洪水）に指定。
- さつき公園
- ならのき公園 - 指定緊急避難場所（地震・洪水）に指定。
- 向山けやき公園
- ふれあいの森201（公園緑地） - 段階的に縮小された末に廃止され、宅地化された。（座標：北緯35度57分39秒 東経139度34分24秒 / 北緯35.960708度 東経139.573364度）

### 施設
- 上尾市民体育館 - 指定緊急避難場所（地震・洪水）、指定一般避難所に指定。
- 上尾市立大谷中学校 - 指定緊急避難場所（地震・洪水）、指定一般避難所に指定。
- 向山保育園
- 向山自治センター
- UDトラックス 本社 - 一部が敷地に掛かる
- 群馬銀行 上尾支店
- 青木信用金庫 上尾支店
- つつじ苑調節池[41]
- 陽向台団地調節池
- 特別養護老人ホーム ウエルハーネス上尾
- 東京電力パワーグリッド 館橋変電所